# Sarego
Sarego település Olaszországban, Veneto régióban, Vicenza megyében. Lakosainak száma 6729 fő (2023. január 1.). Sarego Brendola, Val Liona, Lonigo és Montebello Vicentino községekkel határos.

## Népesség
A település népességének változása:
| Lakosok száma | 6744 | 6735 | 6729 |
|               | 2017 | 2018 | 2023 |